# Penthouse and Pavement
Penthouse and Pavement är ett musikalbum av Heaven 17, gruppens debutalbum. Skivan lanserades i september 1981 på Virgin Records. Låten "(We Don't Need This) Fascist Groove Thang" som inleder albumet och var gruppens första singel bannlystes av den konservative BBC-djn Mike Read. I kölvattnet av detta lyckades ingen av albumets singlar nå topp 40-placering i Storbritannien men den nådde trots det en 14:e plats på albumlistan.
Musiken på albumet är starkt R&B-inspirerad synthpop. På vinylutgåvan var a-sidan benämnd Pavement Side och b-sidan Penthouse Side. På den funk- och soul-influerade a-sidan kompletteras gruppen med basisten och gitarristen John Wilson medan b-sidan mer är en vidareutveckling av den musik som Martyn Ware och Ian Craig Marsh tidigare gjort med The Human League.
2010 har gruppen framfört albumet i sin helhet på flera konserter. I samband med detta något för tidiga 30-årsjubileum släpptes även en boxutgåva med två cd-skivor samt en dvd med liveinspelningar och en dokumentärfilm om albumet.
Albumet är omnämnt i Robert Dimerys bok 1001 Albums You Must Hear Before You Die.

## Låtlista
Pavement Side
1. "(We Don't Need This) Fascist Groove Thang" – 4:20
2. "Penthouse and Pavement" – 6:23
3. "Play To Win" – 3:37
4. "Soul Warfare" – 5:04

Penthouse Side
1. "Geisha Boys and Temple Girls" – 4:33
2. "Let's All Make A Bomb" – 4:03
3. "The Height of the Fighting" – 3:01
4. "Song With No Name" – 3:36
5. "We're Going To Live For A Very Long Time" - 3:15

## Medverkande
Heaven 17:
- Glenn Gregory - Sång
- Ian Craig Marsh - Synthesizers, Saxofon, Percussion
- Martyn Ware - Synthesizers, Piano, Percussion, Bakgrundssång

övriga medverkande:
- Josie James - Sång Penthouse and Pavement
- Steve Travell - Piano Soul Warfare
- John Wilson - Basgitarr, Gitarr, Gitarr Synthesizer Pavement side
- The Boys of Buddha - elektroniska blåsinstrument

## Listplaceringar
- UK Albums Chart, Storbritannien: #14[1]
- Topplistan, Sverige: #24[2]